# Thomas Hodgkin (läkare)
Thomas Hodgkin, född den 17 augusti 1798 i Pentonville, Middlesex, död den 4 maj 1866 i Jaffa, var en engelsk läkare, farbror till historikern Thomas Hodgkin.
Hodgkin blev 1823 medicine doktor i Edinburgh och 1825 lärare i patologisk anatomi vid Guy's Hospital och intendent för dess museum. Från 1837 var han lärare i inre medicin vid Saint Thomas' Hospital. Bland hans skrifter märks Lectures on morbid anatomy of serous and mucous membranes (1836). Han beskrev 1832 den sedermera efter honom uppkallade Hodgkins sjukdom. Hodgkin samverkade i filantropiska företag med sir Moses Montefiore och avled under en med denne företagen orientresa.